# 狼灾记
《狼灾记》（The Warrior And The Wolf）是一部田壮壮执导的中国奇幻剧情片，根据日本作家井上靖的同名奇幻短篇故事改编而成。小田切让、Maggie Q和庹宗华主演，於2009年10月上映。是2009年金馬國際影展的兩部開幕片之一。

## 剧情简介
故事背景为公元前300年的秦朝，讲述一个在中国西部流传千年的美丽传说。
在一次和当地部落的战斗中，在长城以北草原上戍边的秦军捕获了一个卡雷部落女子，秦军统帅陆沈康占有了她，她告诉陆沈康，如果外族男人跟她做七夜夫妻，两人就会都变成狼。陆沈康和她在相处七日七夜之后果然都变成了狼。
若干年后，秦没汉兴，长城沿线的狼灾依旧很频繁，传说其中有一对特别凶狠的狼就是陆沈康和那个部落女人的化身。而陸沈康的昔日好友張安良在相隔十年後與三名士兵恰巧看見他們交配的情形。故事敘說在狼的交配過程中如果被動物看見，必定要殺掉那個動物。在化身為狼的陸沈康將要襲擊張安良前，警告他的好友，然而已經是狼心的陸沈康與那個女人共同咬殺了張安良。

## 演员表
| 演員     | 角色         | 備註                       |
| 小田切让 | 陆沈康       | 秦军统帅，对白由王志文配音 |
| Maggie Q | 卡雷部落女人 |                            |
| 庹宗华   | 张安良       | 驻守边疆的秦国将军         |

## 创作
早在10多年前，侯孝贤导演拍完《悲情城市》到北京时，给田壮壮推荐了井上靖写的西域短篇小说《狼灾记》，并建议他拍成电影。全片在新疆哈密地区的巴里坤拍摄了三个多月。有关狼的特效占影片四分之一的预算。
影片采用三段式结构叙事：第一段描述两个男人的故事；第二段是一个男人和一个女人的故事；第三段则是两只狼和一个男人的故事。每段有各自独立的故事，三段之间又有着不可割裂的内在联系。
故事的主题是要表达人的宿命感——人类不可知的命运。

## 獎項
| 頒獎典禮     | 獎項         | 名單     | 結果 |
| ------------ | ------------ | -------- | ---- |
| 第46屆金馬獎 | 最佳造型設計 | 和田惠美 | 提名 |